# Seymour Island
Seymour Island of Seymour-eiland (Engels: Seymour Island) is een eiland dat een onderdeel vormt van de reusachtige eilandketen Grahamland, op het Antarctisch Schiereiland. Het eiland ligt in het oosten van Grahamland, aan de top van Snow Hill Island en ten oosten van James Ross Island.
Seymour Island wordt soms ook Marambio Island of Seymour-Marambio Island genoemd. Dit verwijst naar de naam van de wetenschappelijke zuidpoolbasis ginds: de Marambiobasis.

## Klimaat
De gemiddelde temperaturen op Seymour Island zijn:
- in de zomer rond 1 °C
- in de winter rond -21 °C. Maar dit kan bij windstilte veel lager liggen (rond -60 °C).

## Paleontologie
In de La Meseta-formatie op dit eiland zijn fossielen gevonden van zoogdieren en vogels uit het Eoceen.